# Phasia tibialis
Phasia tibialis là một loài ruồi trong họ Tachinidae.